# Chronicles (album de Rush)
Pour les articles homonymes, voir Chronicles.
Albums de Rush
Presto
(1989) Roll the Bones
(1991)
Chronicles est la troisième compilation du groupe rock canadien Rush, sortie en septembre 1990.

## Contexte
Cet album aux formats double CD et triple vinyle est une collection de titres extraits d'albums de la période 1973-1989 parus chez Mercury Records.
 La collection des titres fut réalisée sans la participation des membres du groupe. 

## Liste des titres (double CD)
| Disque 1 | Disque 1                            | Disque 1                | Disque 1 | Disque 1 | Disque 1 | Disque 1 | Disque 1 | Disque 1 | Disque 1 |
| No       | Titre                               | Album Original          | Durée    |          |          |          |          |          |          |
| -------- | ----------------------------------- | ----------------------- | -------- | -------- | -------- | -------- | -------- | -------- | -------- |
| 1.       | Finding My Way                      | Rush                    | 5:07     |          |          |          |          |          |          |
| 2.       | Working Man                         | Rush                    | 7:11     |          |          |          |          |          |          |
| 3.       | Fly By Night                        | Fly by Night            | 3:21     |          |          |          |          |          |          |
| 4.       | Anthem                              | Fly by Night            | 4:24     |          |          |          |          |          |          |
| 5.       | Bastille Day                        | Caress of Steel         | 4:39     |          |          |          |          |          |          |
| 6.       | Lakeside Park                       | Caress of Steel         | 4:10     |          |          |          |          |          |          |
| 7.       | 2112 Overture/The Temples of Syrinx | 2112                    | 6:47     |          |          |          |          |          |          |
| 8.       | What You're Doing (Live)            | All the World's a Stage | 5:41     |          |          |          |          |          |          |
| 9.       | A Farewell to Kings                 | A Farewell to Kings     | 5:52     |          |          |          |          |          |          |
| 10.      | Closer to the Heart                 | A Farewell to Kings     | 2:54     |          |          |          |          |          |          |
| 11.      | The Trees                           | Hemispheres             | 4:40     |          |          |          |          |          |          |
| 12.      | La Villa Strangiato                 | Hemispheres             | 9:36     |          |          |          |          |          |          |
| 13.      | Freewill                            | Permanent Waves         | 5:25     |          |          |          |          |          |          |
| 14.      | The Spirit of Radio                 | Permanent Waves         | 4:57     |          |          |          |          |          |          |
| 74:46    |                                     |                         |          |          |          |          |          |          |          |

| Disque 2 | Disque 2                    | Disque 2             | Disque 2 | Disque 2 | Disque 2 | Disque 2 | Disque 2 | Disque 2 | Disque 2 |
| No       | Titre                       | Album Original       | Durée    |          |          |          |          |          |          |
| -------- | --------------------------- | -------------------- | -------- | -------- | -------- | -------- | -------- | -------- | -------- |
| 1.       | Tom Sawyer                  | Moving Pictures      | 4:37     |          |          |          |          |          |          |
| 2.       | Red Barchetta               | Moving Pictures      | 6:09     |          |          |          |          |          |          |
| 3.       | Limelight                   | Moving Pictures      | 4:22     |          |          |          |          |          |          |
| 4.       | A Passage to Bangkok (Live) | Exit...Stage Left    | 3:47     |          |          |          |          |          |          |
| 5.       | Subdivisions                | Signals              | 5:34     |          |          |          |          |          |          |
| 6.       | New World Man               | Signals              | 3:42     |          |          |          |          |          |          |
| 7.       | Distant Early Warning       | Grace Under Pressure | 4:58     |          |          |          |          |          |          |
| 8.       | Red Sector A                | Grace Under Pressure | 5:12     |          |          |          |          |          |          |
| 9.       | The Big Money               | Power Windows        | 5:35     |          |          |          |          |          |          |
| 10.      | Manhattan Project           | Power Windows        | 5:06     |          |          |          |          |          |          |
| 11.      | Force Ten                   | Hold Your Fire       | 4:33     |          |          |          |          |          |          |
| 12.      | Time Stand Still            | Hold Your Fire       | 5:10     |          |          |          |          |          |          |
| 13.      | Mystic Rhythms (Live)       | A Show of Hands      | 5:42     |          |          |          |          |          |          |
| 14.      | Show Don't Tell             | Presto               | 5:00     |          |          |          |          |          |          |
| 68:56    |                             |                      |          |          |          |          |          |          |          |

## Personnel
- Geddy Lee - basse, Claviers, Chant
- Alex Lifeson - Guitares acoustiques et électrique, Synthétiseurs
- Neil Peart - Batterie, Percussions, Percussions électroniques

### Personnel additionnel
- John Rutsey - batterie sur "Finding My Way" et "Working Man"
- Aimee Mann - chœurs sur "Time Stand Still"